# Ishoʿyahb I
Ishoʿyahb (Beth Arbaye, ... – Hirta, fine del 595/inizi del 596) è stato un vescovo cristiano orientale siro, vescovo di Arzun, metropolita di Seleucia-Ctesifonte e patriarca della Chiesa d'Oriente dal 581 al 595/596.

## Biografia
Originario della regione di Beth Arbaye, fece i suoi studi alla scuola di Nisibi sotto la direzione del maestro Abramo di Beth Rabban. Dopo la pace del 526, fece parte della delegazione della Chiesa persiana inviata a Costantinopoli su invito dell'imperatore Giustiniano I per una discussione teologica; la delegazione era guidata dal metropolita di Nisibi Paolo di Bassora. Alla morte di Abramo di Beth Rabban nel 569, Ishoʿyahb gli succedette come mpachqana, ossia come interprete ufficiale delle Sacre Scritture, e direttore della scuola. Nel 571 fu nominato vescovo di Arzun, nell'Adiabene, diocesi suffraganea di Nisibi. Ebbe modo di conoscere Ormisda IV, re persiano dal 579, e poiché la diocesi di Arzun era presso la frontiera bizantina, fu incaricato di controllare i movimenti delle truppe imperiali di Costantinopoli.
Alla morte del patriarca Ezechiele, i vescovi elettori erano indecisi tra lo stesso Ishoʿyahb e il mpachqana della scuola patriarcale di Seleucia-Ctesifonte, Giobbe. Fu il re persiano Ormisda IV ad imporre la scelta del vescovo di Arzun, memore dei servigi offerti da Ishoʿyahb.
La Chiesa persiana era allora agitata da due gravi questioni. Henana di Adiabene, direttore della scuola di Nisibi, aveva abbandonato la dottrina di Teodoro di Mopsuestia, adottata ufficialmente dalla Chiesa nestoriana dal V secolo, a favore delle formulazioni teologiche di Giovanni Crisostomo; in altre parole, Henana si stava allontanando dal nestorianesimo per avvicinarsi alla dottrina ufficiale della Chiesa romano-bizantina. Dall'altra parte, il metropolita di Rew-Ardashir, nella provincia di Beth Persaye, che aveva autorità sulle fondazioni missionari in Arabia e in India, rivendicò una propria autonomia e indipendenza dal catholicos di Seleucia-Ctesifonte.
Per affrontare e regolare queste due questioni, il nuovo patriarca convocò un concilio nazionale nel 585, durante il suo quarto anno di pontificato. I vescovi del Beth Persaye si rifiutarono di presentarsi, come pure Simone, nuovo metropolita di Nisibi e sostenitore di Henana. Il concilio riaffermò nuovamente il carattere normativo della dottrina di Teodoro di Mopsuestia e condannò ogni tipo di devianza dalla dottrina ufficiale; riaffermò come lo Spirito Santo aveva istituito quattro patriarcati in Occidente (Roma, Costantinopoli, Alessandria e Antiochia) e uno solo in Oriente, ossia Seleucia-Ctesifonte; ribadì l'obbligatorietà per i vescovi e i metropoliti di presenziare ai concili convocati dal patriarca. Assunse carattere normativo anche la lettera, con venti canoni, scritta da Ishoʿyahb a Giacomo, vescovo di Dayrin (Darai), isola del Golfo Persico, sull'amministrazione della sua diocesi.
Nel febbraio 590 Ormisda IV fu rovesciato da una cospirazione guidata dal proprio figlio, il futuro Cosroe II. Questi tuttavia dovette fuggire di fronte all'avanzata del generale Bahram Chobin e rifugiarsi con la sua famiglia e i suoi sostenitori sul territorio dell'impero bizantino; poté riconquistare la sua capitale solo grazie all'appoggio delle truppe di Maurizio. Ishoʿyahb, che si era rifiutato di seguire Cosroe II in esilio, ed inoltre era malvisto anche dai bizantini per il suo passato di spione, fuggì da Seleucia-Ctesifonte e si rifugiò a Hirta, capitale degli arabi Lakhmidi, il cui re si era convertito al cristianesimo nel 594 grazie all'operato del patriarca. Ishoʿyahb morì a Hirta alla fine del 595 o all'inizio del 596, e venne sepolto nella chiesa fatta costruire dalla figlia dell'emiro Nu'man III.

## Opere
Oltre alla lettera scritta al vescovo Giacomo, di Ishoʿyahb si conservano un trattato sul Trisagion e una professione di fede. Nella sua lettera a Giacomo, fa accenno ad un'opera che aveva composto quando ancora insegnava alla scuola di Nisibi e che trattava questioni relative al battesimo e al sacrificio eucaristico. Ebedjesus di Nisibi, nel Catalogo delle opere della sua biblioteca, gli attribuisce un trattato contro Eunomio, un altro contro un vescovo eretico, una apologia e alcune lettere.